# Joy of a Toy
Joy of a Toy je debutové studiové album Kevina Ayerse ze skupiny Soft Machine. Jeho nahrávání probíhalo od 17. června do 11. září 1969 v londýnském studiu Abbey Road Studios. Na albu se podíleli i další členové Soft Machine Robert Wyatt, Mike Ratledge a Hugh Hopper. Producenty alba byli Ayers a Peter Jenner a vyšlo v listopadu 1969 u vydavatelství Harvest Records. V roce 2003 vyšlo album v reedici doplněno o šest bonusových skladeb, přičemž v jedné hraje i Syd Barrett.

## Seznam skladeb
Autorem všech skladeb je Kevin Ayers.
| Strana 1 (LP) | Strana 1 (LP)          | Strana 1 (LP) |
| Pořadí        | Název                  | Délka         |
| ------------- | ---------------------- | ------------- |
| 1.            | Joy of a Toy Continued | 2:54          |
| 2.            | Town Feeling           | 4:54          |
| 3.            | The Clarietta Rag      | 3:20          |
| 4.            | Girl on a Swing        | 2:49          |
| 5.            | Song for Insane Times  | 4:00          |

| Strana 2 (LP) | Strana 2 (LP)                    | Strana 2 (LP) |
| Pořadí        | Název                            | Délka         |
| ------------- | -------------------------------- | ------------- |
| 1.            | Stop This Train (Again Doing It) | 6:05          |
| 2.            | Eleanor's Cake (Which Ate Her)   | 2:53          |
| 3.            | The Lady Rachel                  | 5:17          |
| 4.            | Oleh Oleh Bandu Bandong          | 5:35          |
| 5.            | All This Crazy Gift of Time      | 3:57          |

| Bonusové skladby na reedici z roku 2003 | Bonusové skladby na reedici z roku 2003                         | Bonusové skladby na reedici z roku 2003 |
| Pořadí                                  | Název                                                           | Délka                                   |
| --------------------------------------- | --------------------------------------------------------------- | --------------------------------------- |
| 11.                                     | Religious Experience (Singing a Song in the Morning) (take 9)   | 4:46                                    |
| 12.                                     | The Lady Rachael (první mix)                                    | 6:42                                    |
| 13.                                     | Soon Soon Soon                                                  | 3:23                                    |
| 14.                                     | Religious Experience (Singing a Song in the Morning) (take 103) | 2:50                                    |
| 15.                                     | The Lady Rachael (singlová verze)                               | 4:51                                    |
| 16.                                     | Singing a Song in the Morning (singlová verze)                  | 2:52                                    |

## Obsazení
- Kevin Ayers – kytara, baskytara, zpěv
- Robert Wyatt – bicí
- David Bedford – klavír, Mellotron
- Mike Ratledge – varhany
- Hugh Hopper – baskytara
- Paul Buckmaster – violoncello
- Rob Tait – bicí
- Paul Minns – hoboj
- Syd Barrett – kytara
- Richard Sinclair – baskytara
- Richard Coughlan – bicí
- David Sinclair – varhany
- The Ladybirds – doprovodný zpěv